# Астрономія в Сомалі
Астрономія в Сомалі представлена народними астрономічними знаннями, астрологічними віруваннями і можливими археоастрономічними пам'ятками. Сучасні астрономічні дослідження та астрономічна освіта в країні відсутні.

## Історія
Попередні результати археоастрономічних досліджень вказують, що давні будівлі й поховання в місті Хеїс орієнтовані за сторонами світу.
Сомалійські кочовики мали значні знання астрономії. Астрономічні явища знайшли відбиток у їхніх мовних зворотах і піснях. Кожна кочова група мала свого власного експерта, який мав спостерігати та інтерпретувати небесні явища. Вони спостерігали рух Місяця і планет відносно зір. З-поміж зір і сузір'їв особливо важливу роль відігравали Полярна зоря (Xiddiga Qibladda або Jaah), Великий Віз (Hal Toddobaaddo, тобто «сім в одному»), Південний Хрест (Wadaamo-Xooro або Wadaamo-Lugud), Спіка (Dirir), Арктур (Ximir або Dirir Dhawr, тобто «споглядач Спіки»). Сомалійцям були відомі всі класичні планети: Меркурій (Dusa), Венера (Maqal Xidh-Xidh), Марс (Saxal Guduud, тобто «червоний Сахал») Юпітер (Saxal Cadde, тобто «білий Сахал»), Сатурн (Marikh). Чумацький Шлях називався Jiitin-Cirir або Jid Cirir, буквально «місце, де диявол тягнув свою матір». Важливу роль в сомалійській астрономії відігравали також місячні станції — 28 ділянок орбіти Місяця, пов'язаних з певними об'єктами на небі..
У Сомалі принаймні з 500 р. до н. е. використовувався сонячний календар, який складався з 52 тижнів по 7 днів плюс один доданковий день. Рік починався з фестивалю Dabshid, який припадає приблизно на 20 червня за Григоріанським календарем. Паралельно також використовувався місячний календар.
У Сомалі народились астроном Гассан аль-Джабарті (?-1774) і астролог Шейх Суфі (1829—1904).
В 1968-1970 в Могадішо проходила радянська екваторіальна експедиція під керівництвом Бориса Кащєєва (Харків) і Пулата Бабаджанова (Душанбе) зі спостереження метеорів для визначення притоку метеорної речовини і циркуляції атмосфери в північній і південній півкулях.
На честь Сомалі названо астероїд 1430 Сомалі, відкритий у Південно-Африканській Республіці.